# Штефані Фенір
Штефані Фенір (нім. Stephanie Venier, 19 грудня 1993) — австрійська гірськолижниця, що спеціалізується в швидкісних дисциплінах, призерка чемпіонату світу.
Сріблу медаль чемпіонату світу  Штефафані виборола на 2017 року в Санкт-Моріці у швидкісному спуску.

## Результати кубка світу

### Місце в сезоні
| Сезон | Вік | Загальний залік | Слалом | Гігантський слалом | Супергігант | Швидкісний спуск | Комбінація |
| ----- | --- | --------------- | ------ | ------------------ | ----------- | ---------------- | ---------- |
| 2013  | 19  | 117             | —      | —                  | 49          | —                | —          |
| 2014  | 20  | 98              | —      | —                  | 42          | —                | 27         |
| 2015  | 21  | 101             | —      | —                  | 46          | 42               | —          |
| 2016  | 22  | 46              | —      | —                  | 17          | 30               | 39         |
| 2017  | 23  | 16              | —      | —                  | 4           | 13               | 27         |

- Станом на 31 січня 2017

### Подіуми
- 1 подіум – (1 в супергіганті)

| Сезон | Дата          | Місце змагань                  | Дисциліна   | Місце |
| ----- | ------------- | ------------------------------ | ----------- | ----- |
| 2017  | 22 січня 2017 | Гарміш-Партенкірхен, Німеччина | супергігант | 2     |

## Зовнішні посилання
- Досьє на сайті Міжнародної лижної федерації